# Demi Lee Moore
Demi Lee Moore, nata Demi Moore (Worcester, 1990), è una cantante sudafricana.

## Biografia
Nata a Worcester e cresciuta a Durbanville nell'area metropolitana di Città del Capo, Demi Lee Moore si è avvicinata al canto all'età di 9 anni e a 19, dopo le scuole superiori, ha deciso di diventare una cantante professionista. Il suo nome di battesimo è Demi Moore; ha aggiunto il secondo nome Lee per non essere confusa con l'omonima attrice.
Il suo album di debutto, Net 'n mens, è uscito nel 2014 e ha ricevuto una candidatura ai premi Ghoema per il migliore disco pop. Nello stesso anno ha partecipato alla decima edizione di Idols South Africa, finendo 7ª.
Nel 2018 la cantante ha vinto il talent show canoro Die kontrakt trasmesso sulla rete televisiva VIA, dove ha avuto Monique Steyn come mentore. La vittoria le ha permesso di esibirsi all'evento dal vivo Afrikaans is groot a Pretoria, e di pubblicare il suo secondo album, Mis eet slaap herhaal, che ha raggiunto la 2ª posizione nella classifica sudafricana e ha venduto più di 15 000 copie in pochi mesi. Un anno dopo il suo terzo album, Country, ha debuttato in vetta alla classifica nazionale.

## Discografia

### Album in studio
- 2014 – Net 'n mens
- 2018 – Mis eet slaap herhaal
- 2019 – Country
- 2021 – Jy ken my naam

### Album dal vivo
- 2020 – Demi Lee Moore (Inbly Konsert)

### Singoli
- 2015 – Liefdes wen resep
- 2016 – Jy maak my beter
- 2018 – Amanda (con Steve Hofmeyr)
- 2019 – Ek weet al lankal (con Bobby van Jaarsveld)